# Enfoque centrado en la persona (ética de la población)
En el ámbito de la ética de la población, el enfoque centrado en la persona recoge la idea de que un acto solamente puede ser malo si es malo para alguien y de la misma forma algo sólo puede ser bueno si es bueno para alguien. 
La repercusión que esta teoría tiene sobre el control de la población es que no existe la obligación moral de crear personas ni el bien moral en la creación de personas porque la inexistencia significa que "nunca hay una persona que podría haberse beneficiado de la creación".
Una forma también válida pero menos consistente de esta explicación es establecer que "un acto solo puede ser malo si es malo para una persona existente o futura".
Este enfoque es una revisión del utilitarismo total en el que el "alcance de la mera adición" cambia desde todos los individuos que existirían a sólo un subconjunto de esos individuos (aquellos que ya existen).

## Variantes
No existe un único enfoque centrado en la persona, sino una variedad de formulaciones que tienen en cuenta la idea de que algo sea bueno o malo para alguien.
Algunos filósofos que han discutido este enfoque son Derek Parfit, John Broome, Larry Temkin, Tatjana Višak, Gustaf Arrhenius, Nick Beckstead y Hilary Greaves.